# Olympische Winterspiele 1984/Rennrodeln – Doppelsitzer
Der Doppelsitzer im Rennrodeln bei den Olympischen Winterspielen 1984 in Sarajevo bestand aus zwei Läufen, die beide am 15. Februar 1984 ausgetragen wurde. Austragungsort war die Olympia Bob- und Rodelbahn Trebević. Am Start waren 30 Teilnehmer aus 9 Ländern, von denen alle in die Wertung kamen.
Olympiasieger wurden Hans Stanggassinger und Franz Wembacher aus der Bundesrepublik Deutschland. Die Silbermedaille sicherten sich Jewgeni Beloussow und Alexander Beljakow aus der Sowjetunion vor Jörg Hoffmann und Jochen Pietzsch aus der DDR, die die Bronzemedaille gewannen.

## Ergebnis
| Rang | Athleten                             | Nation             | 1. Lauf (s) | 2. Lauf (s) | Gesamt (min) |
| ---- | ------------------------------------ | ------------------ | ----------- | ----------- | ------------ |
| 1    | Hans Stangassinger Franz Wembacher   | BR Deutschland     | 41,880      | 41,740      | 1:23,620     |
| 2    | Jewgeni Beloussow Alexander Beljakow | Sowjetunion        | 41,813      | 41,847      | 1:23,660     |
| 3    | Jörg Hoffmann Jochen Pietzsch        | DDR                | 41,996      | 41,891      | 1:23,887     |
| 4    | Georg Fluckinger Franz Wilhelmer     | Österreich         | 42,013      | 41,889      | 1:23,902     |
| 5    | Günther Lemmerer Franz Lechleitner   | Österreich         | 42,188      | 41,945      | 1:24,133     |
| 6    | Hansjörg Raffl Norbert Huber         | Italien            | 42,369      | 41,984      | 1:24,353     |
| 7    | Juris Eisaks Einārs Veikša           | Sowjetunion        | 42,078      | 42,288      | 1:24,366     |
| 8    | Thomas Schwab Wolfgang Staudinger    | BR Deutschland     | 42,267      | 42,367      | 1:24,634     |
| 9    | Ronald Rossi Doug Bateman            | Vereinigte Staaten | 42,400      | 42,251      | 1:24,651     |
| 10   | Helmuth Brunner Walter Brunner       | Italien            | 42,039      | 42,749      | 1:24,788     |
| 11   | Ioan Apostol Laurențiu Bălănoiu      | Rumänien           | 42,918      | 42,742      | 1:25,660     |
| 12   | Takashi Takagi Tsukasa Hirakawa      | Japan              | 43,047      | 42,980      | 1:26,027     |
| 13   | Frank Masley Ray Bateman, Jr.        | Vereinigte Staaten | 43,047      | 43,284      | 1:26,331     |
| 14   | Stanislav Ptáčník Martin Förster     | Tschechoslowakei   | 44,361      | 43,562      | 1:27,923     |
| 15   | Hans-Joachim Menge Detlef Bertz      | DDR                | 46,935      | 47,238      | 1:34,173     |